# Vereniging Onbeperkt Lezen
De Vereniging Onbeperkt Lezen (voorheen: NLBB Vereniging van Leesgehandicapten) is een Nederlandse belangenvereniging voor mensen voor wie het lezen van een gedrukt boek of tekst moeilijk of onmogelijk is vanwege een visuele beperking, dyslexie, afasie of een andere beperking.  Met haar activiteiten wil de vereniging de toegankelijkheid van lectuur en informatie bevorderen.

## Wat de vereniging doet
- Geeft informatie en advies over lezen in aangepaste vorm, zoals grote letter, braille, gesproken of als digitaal tekstbestand.
- Behartigt de belangen van kinderen en volwassenen die vanwege een leesbeperking zijn aangewezen op aangepaste leesvormen.
- Ondersteunt activiteiten en initiatieven die het lezen in aangepaste leesvormen bevorderen.

H.K.H. Prinses Laurentien is beschermvrouw van Vereniging Onbeperkt Lezen.

## Geschiedenis
De vereniging is in 1888 opgericht als blindenbibliotheek en in 1894 omgevormd tot Vereniging. De Vereniging was tot 2007 bekend onder de naam Nederlandse Luister- en Braillebibliotheek (NLBB) en leverde braille- en gesproken boeken aan blinden en  slechtzienden. In 2007 heeft de vereniging haar bibliotheekwerkzaamheden overgedragen aan het reguliere openbare bibliotheekwerk via Bibliotheekservice Passend Lezen en is zich louter gaan toeleggen op (lees)belangenbehartiging. In 2015 is de naam van de vereniging aangepast aan haar missie en heet nu Vereniging Onbeperkt Lezen.